# Valdoie
Valdoie és un municipi francès situat al departament del Territori de Belfort i a la regió de Borgonya - Franc Comtat. L'any 2007 tenia 5.022 habitants.

## Demografia

### Població
El 2007 la població de fet de Valdoie era de 5.022 persones. Hi havia 2.229 famílies de les quals 823 eren unipersonals (312 homes vivint sols i 511 dones vivint soles), 639 parelles sense fills, 503 parelles amb fills i 264 famílies monoparentals amb fills.
La població ha evolucionat segons el següent gràfic:
Habitants censats

### Habitatges
El 2007 hi havia 2.449 habitatges, 2.262 eren l'habitatge principal de la família, 18 eren segones residències i 169 estaven desocupats. 992 eren cases i 1.447 eren apartaments. Dels 2.262 habitatges principals, 1.302 estaven ocupats pels seus propietaris, 915 estaven llogats i ocupats pels llogaters i 45 estaven cedits a títol gratuït; 44 tenien una cambra, 279 en tenien dues, 530 en tenien tres, 667 en tenien quatre i 741 en tenien cinc o més. 1.498 habitatges disposaven pel capbaix d'una plaça de pàrquing. A 1.232 habitatges hi havia un automòbil i a 656 n'hi havia dos o més.

### Piràmide de població
La piràmide de població per edats i sexe el 2009 era:
| Homes | Edats   | Dones |
| ----- | ------- | ----- |
| 4     | 95 o +  | 16    |
| 4     | 90 a 94 | 52    |
| 20    | 85 a 89 | 56    |
| 32    | 80 a 84 | 68    |
| 48    | 75 a 79 | 100   |
| 120   | 70 a 74 | 144   |
| 136   | 65 a 69 | 152   |
| 124   | 60 a 64 | 128   |
| 112   | 55 a 59 | 132   |
| 192   | 50 a 54 | 200   |
| 172   | 45 a 49 | 192   |
| 168   | 40 a 44 | 172   |
| 156   | 35 a 39 | 212   |
| 148   | 30 a 34 | 128   |
| 212   | 25 a 29 | 132   |
| 136   | 20 a 24 | 144   |
| 156   | 15 a 19 | 160   |
| 168   | 10 a 14 | 140   |
| 132   | 5 a 9   | 112   |
| 76    | 0 a 4   | 96    |

## Economia
El 2007 la població en edat de treballar era de 3.175 persones, 2.282 eren actives i 893 eren inactives. De les 2.282 persones actives 2.042 estaven ocupades (1.090 homes i 952 dones) i 241 estaven aturades (92 homes i 149 dones). De les 893 persones inactives 294 estaven jubilades, 302 estaven estudiant i 297 estaven classificades com a «altres inactius».

### Ingressos
El 2009 a Valdoie hi havia 2.322 unitats fiscals que integraven 4.942,5 persones, la mediana anual d'ingressos fiscals per persona era de 18.445 €.

### Activitats econòmiques
Dels 192 establiments que hi havia el 2007, 1 era d'una empresa extractiva, 4 d'empreses alimentàries, 16 d'empreses de fabricació d'altres productes industrials, 24 d'empreses de construcció, 46 d'empreses de comerç i reparació d'automòbils, 3 d'empreses de transport, 13 d'empreses d'hostatgeria i restauració, 2 d'empreses d'informació i comunicació, 10 d'empreses financeres, 12 d'empreses immobiliàries, 18 d'empreses de serveis, 27 d'entitats de l'administració pública i 16 d'empreses classificades com a «altres activitats de serveis».
Dels 60 establiments de servei als particulars que hi havia el 2009, 1 era una oficina d'administració d'Hisenda pública, 1 oficina de correu, 5 oficines bancàries, 2 funeràries, 4 tallers de reparació d'automòbils i de material agrícola, 1 taller d'inspecció tècnica de vehicles, 1 autoescola, 9 guixaires pintors, 2 fusteries, 4 lampisteries, 7 electricistes, 6 perruqueries, 1 veterinari, 9 restaurants, 3 agències immobiliàries, 2 tintoreries i 2 salons de bellesa.
Dels 23 establiments comercials que hi havia el 2009, 1 era un hipermercat, 2 botiges de menys de 120 m², 4 fleques, 1 una fleca, 2 llibreries, 2 botigues de roba, 2 botigues d'equipament de la llar, 2 sabateries, 1 una sabateria, 1 una botiga d'electrodomèstics, 1 una botiga de mobles, 1 una botiga de material de revestiment de parets i terra i 3 floristeries.

## Equipaments sanitaris i escolars
El 2009 hi havia 2 farmàcies i 1 ambulància.
El 2009 hi havia 2 escoles maternals i 3 escoles elementals. Valdoie disposava d'un col·legi d'educació secundària amb 507 alumnes.

## Poblacions més properes
El següent diagrama mostra les poblacions més properes.